# Динамо (стадион, Самарканд)
Стадион «Дина́мо» (узб. "Dinamo" stadioni / «Динамо» стадиони — многоцелевой стадион в городе Самарканд — административном центре Самаркандского вилаята Узбекистана. Вмещает в себя 13 тысяч 800 зрителей и является крупнейшим стадионом Самарканда и всего Самаркандского вилаята. Является домашней ареной для местного футбольного клуба «Динамо» с 1962 года, а также футбольного клуба «Шердор» с недавнего времени.
Размеры поля 112х72 м, с естественным газоном. Вокруг игрового поля находятся беговые дорожки. Находится в географическом центре города, на территории так называемого исторического района «Русский Самарканд», на улице Мирзо Улугбека, напротив самаркандского аквапарка. Отличительной особенностью стадиона «Динамо» в Самарканде является то, что с севера к стадиону примыкает самаркандский пивзавод — один из самых старинных пивзаводов на территории Средней Азии. Большие промышленные цистерны этого завода видны со стадиона, и являются одним из самых узнаваемых «элементов» этого стадиона.
Стадион был построен в 1961—1962 годах. Открытие стадиона состоялось в 1962 году. В разные годы на стадионе проводилась реконструкция, наиболее масштабные в 1989, 1997 и 2011 годах. После пока последней масштабной реконструкции в 2011 году, стадион был капитально обновлён, и стал вмещать 13,800 зрителей. До этой реконструкции вмещал 16 тысяч зрителей. Много раз болельщиками выразилось и выражается мнение об увеличении вместимости стадиона.
После капитальной реконструкции 2011 года, стадион отвечает всем стандартам ФИФА и АФК. В стадионе имеются современные раздевалки, душевые кабины, комната судей, комнаты для прессы и ТВ, зал для проведения пресс-конференций, медкомнаты и т.п. Также в стадионе находится ресторан, кафе-бар, музей стадиона и клуба «Динамо Самарканд», VIP и CIP места. Имеет освещение 1000 люкс.
Стадион «Динамо» является одним из самых посещаемых стадионов Узбекистана. На стадионе в 1992 году был проведен первый в истории финал Кубка Узбекистана между клубами «Навбахор» и «Темирйулчи» (6:5 по пенальти, 0:0 в основное и дополнительное время). На этом стадионе национальная сборная Узбекистана провела два товарищеских матча в 1999 году против сборных Азербайджана (5:1) и Малайзии (3:0). В 2007 году олимпийская сборная Узбекистана сыграла два матча на этом стадионе в рамках отборочного турнира к Олимпийским играм 2008 против олимпийских сборных Йемена (3:0) и Сирии (0:0).
В разные годы кроме самого самаркандского «Динамо», на стадионе временно играли и другие самаркандские клубы, такие как «Регистан» (несколько игр), «Шердор» (несколько сезонов). 
Кроме футбольных матчей, на стадионе проводятся турниры и соревнования и по другим видам спорта, в основном по легкой атлетике.

## Галерея

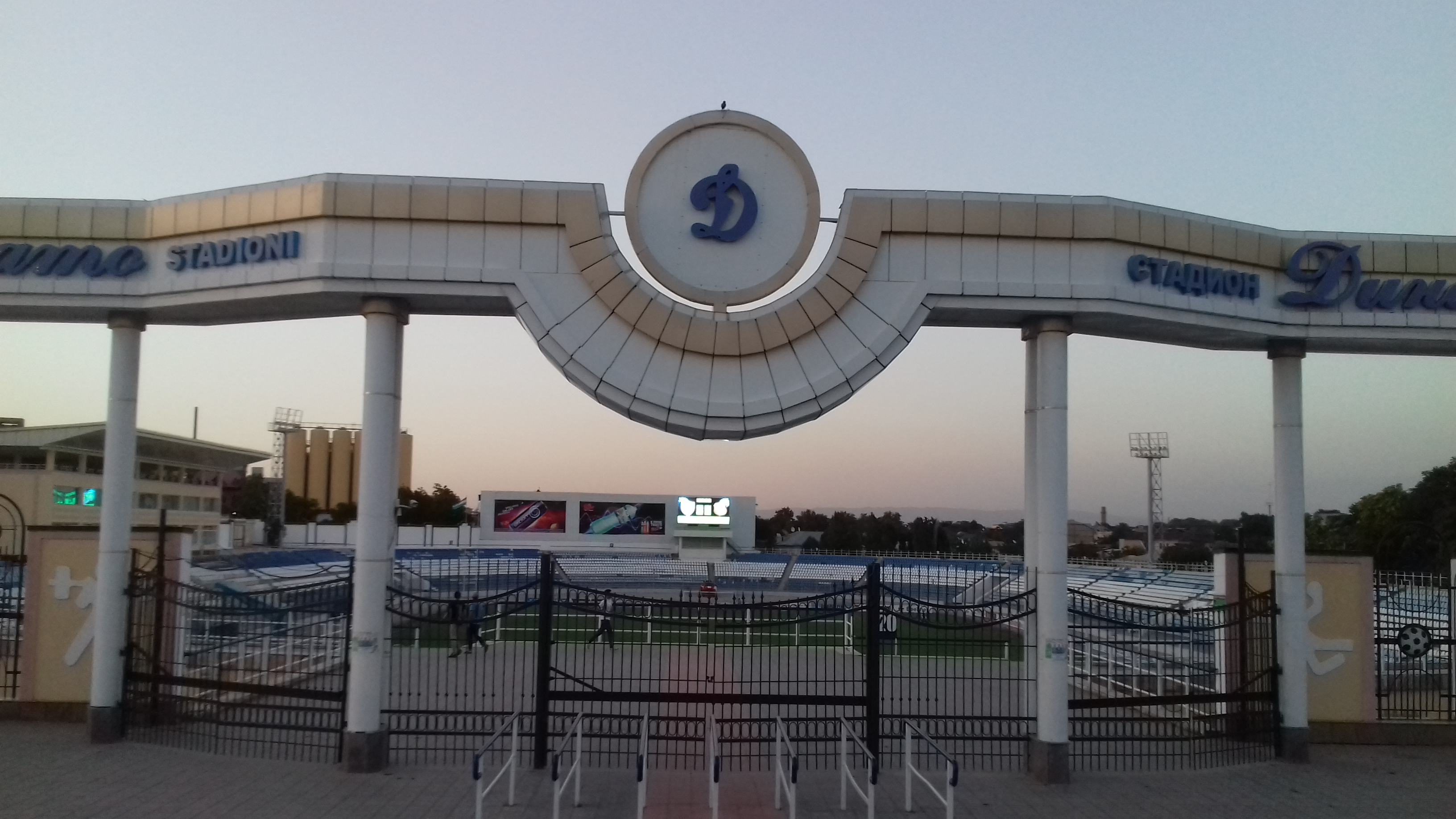
Главный вход и арка стадиона
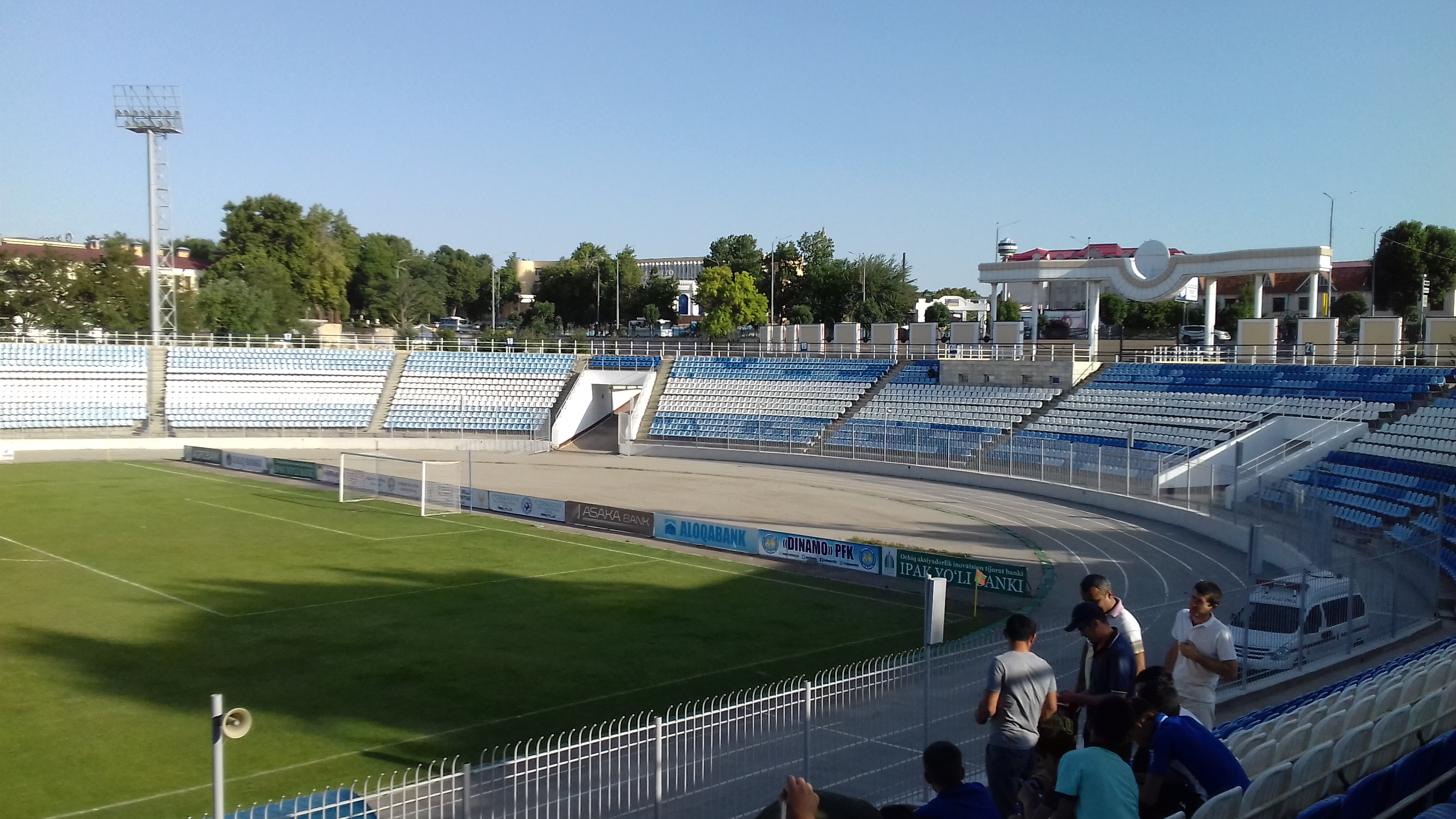
Южные трибуны стадиона
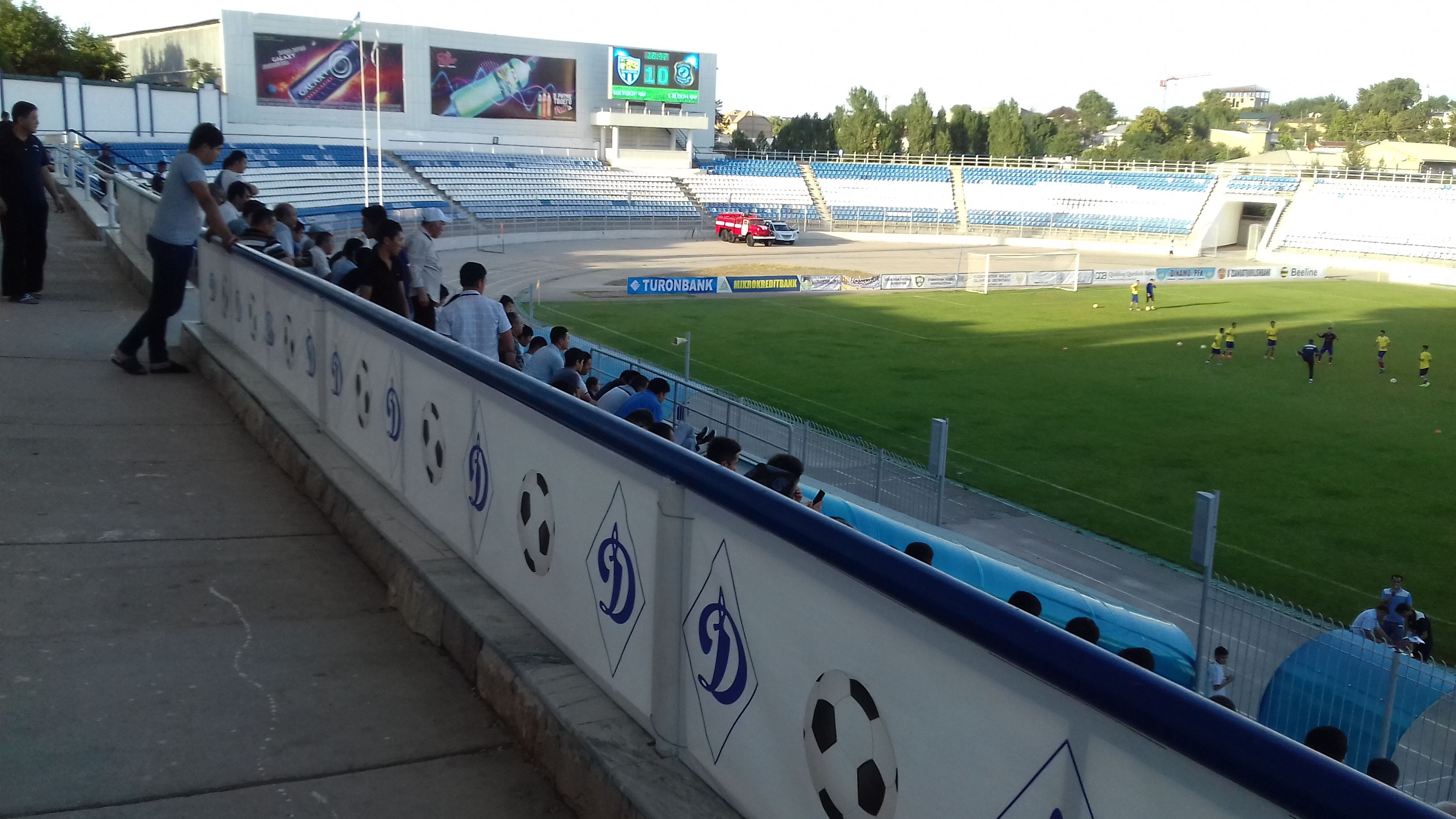
Вид с западных трибун
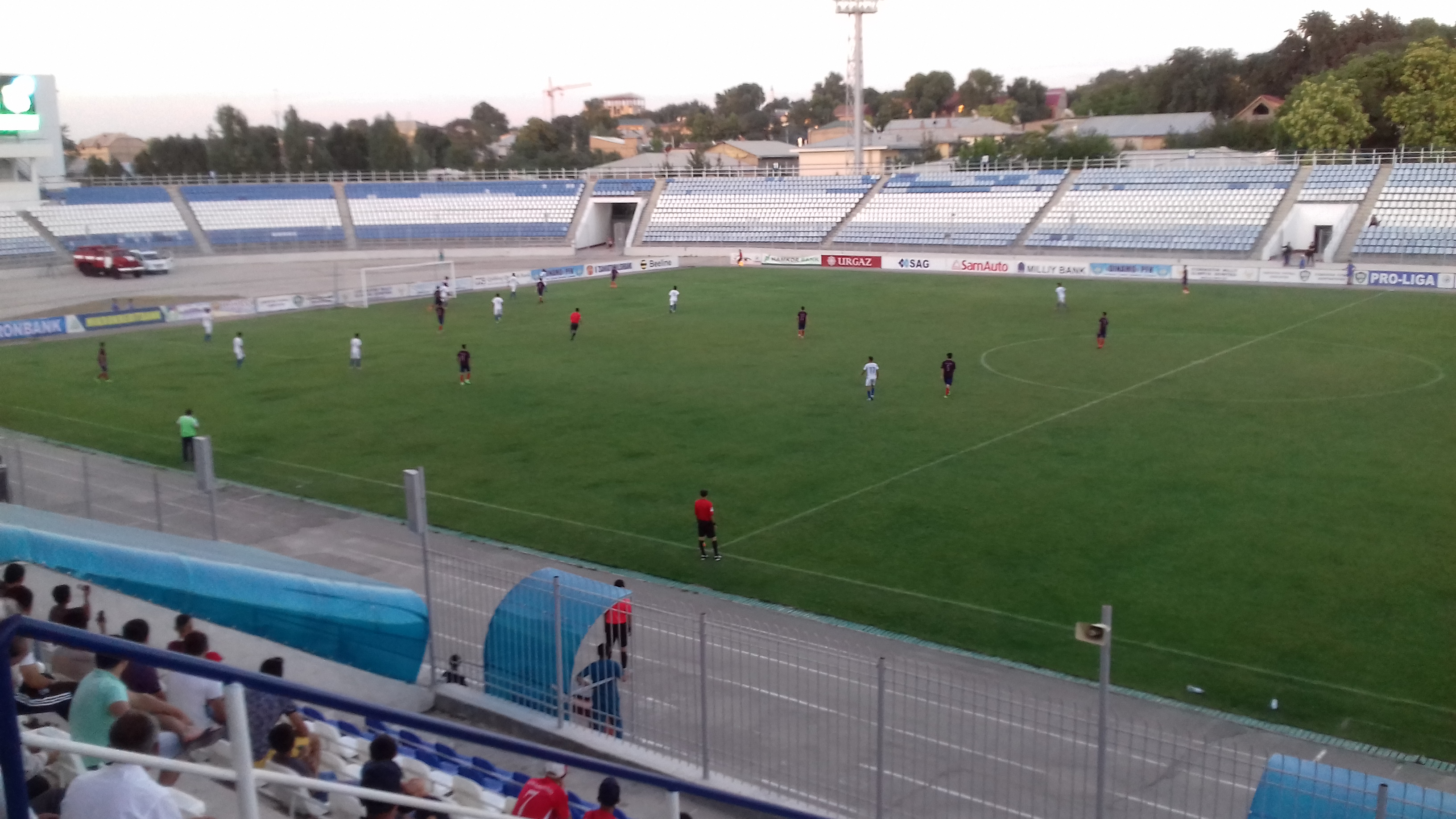
Стадион во время футбольного матча
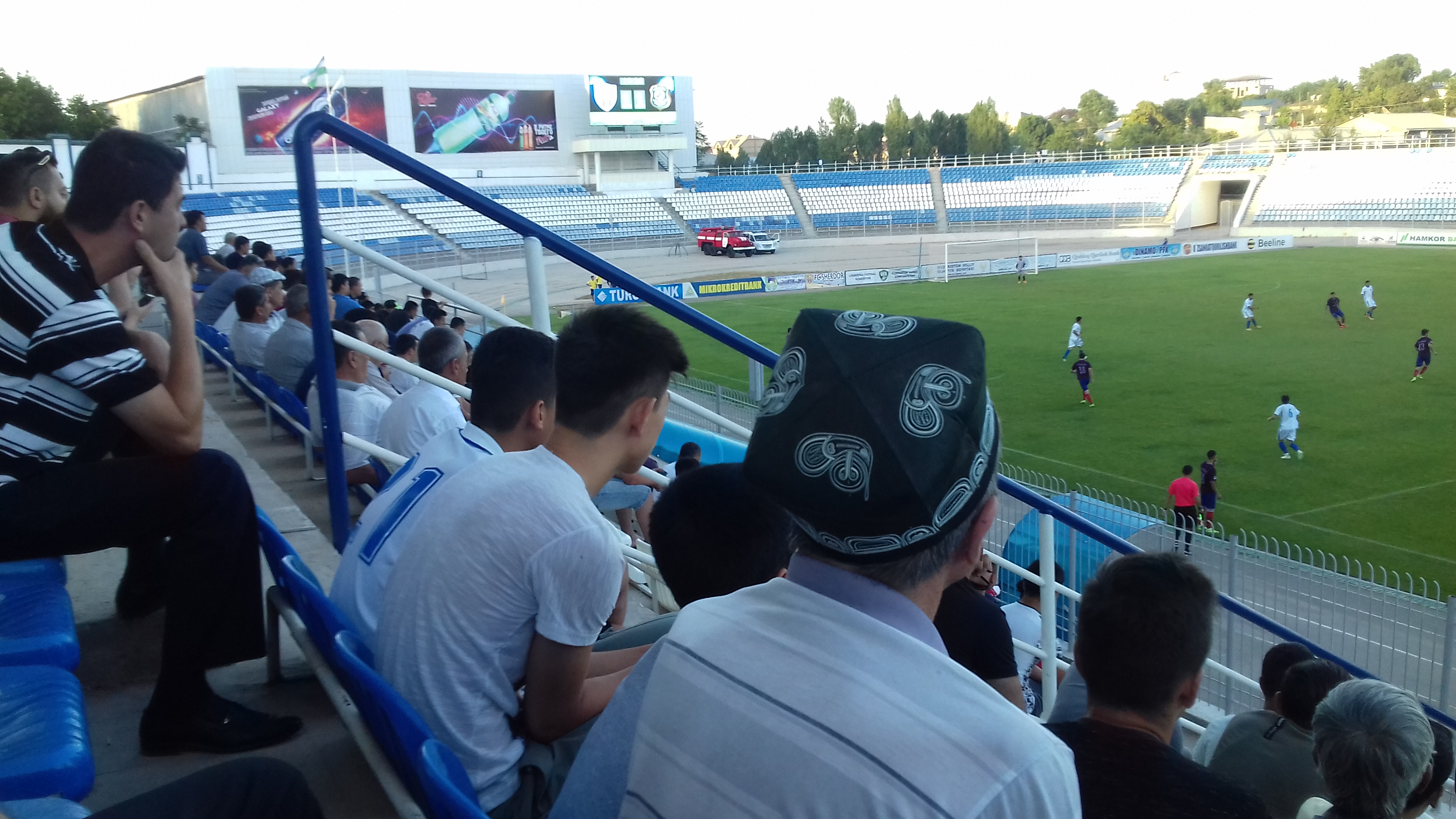
Болельщики на стадионе
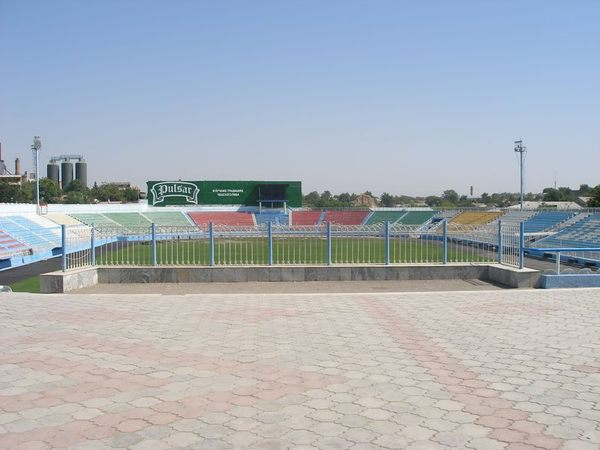
Стадион до масштабной реконструкции 2011 года